# Yugoslavia en los Juegos Olímpicos de Cortina d'Ampezzo 1956
Yugoslavia estuvo representada en los Juegos Olímpicos de Cortina d'Ampezzo 1956 por un total de 17 deportistas que compitieron en 3 deportes.  
El equipo olímpico yugoslavo no obtuvo ninguna medalla en estos Juegos.